# ВИМ-Авиа
ВИМ-Авиа (полное наименование — Общество с ограниченной ответственностью «Авиакомпания „ВИМ-Авиа“») — бывшая российская авиакомпания, базировавшаяся в московском аэропорту Домодедово. Входила в холдинг «ВИМ-Авиа» совместно с авиакомпанией «Русское небо» (ранее в неё также входили авиакомпании «Башкортостан», «РусЭйр», «Карат»). Завершила полёты 15 октября 2017 года.

## История
Авиакомпания основана в октябре 2002 года. Её создал генеральный директор фирмы «Аэрофрахт» Виктор Иванович Меркулов, из инициалов которого и составлена аббревиатура «ВИМ».
27 ноября 2003 года авиакомпания «ВИМ-АВИА» получила свидетельство эксплуатанта № 451 на право осуществления грузовых и пассажирских авиаперевозок. Тогда авиакомпания эксплуатировала по четыре самолёта Ил-62М и Ан-12, в основном на азиатском направлении (Вьетнам, Китай, Таиланд), которые выполняли как пассажирские, так и грузовые рейсы.
В 2005 году авиакомпания приобрела конкурента — «Русское Небо».

## Собственники и руководство

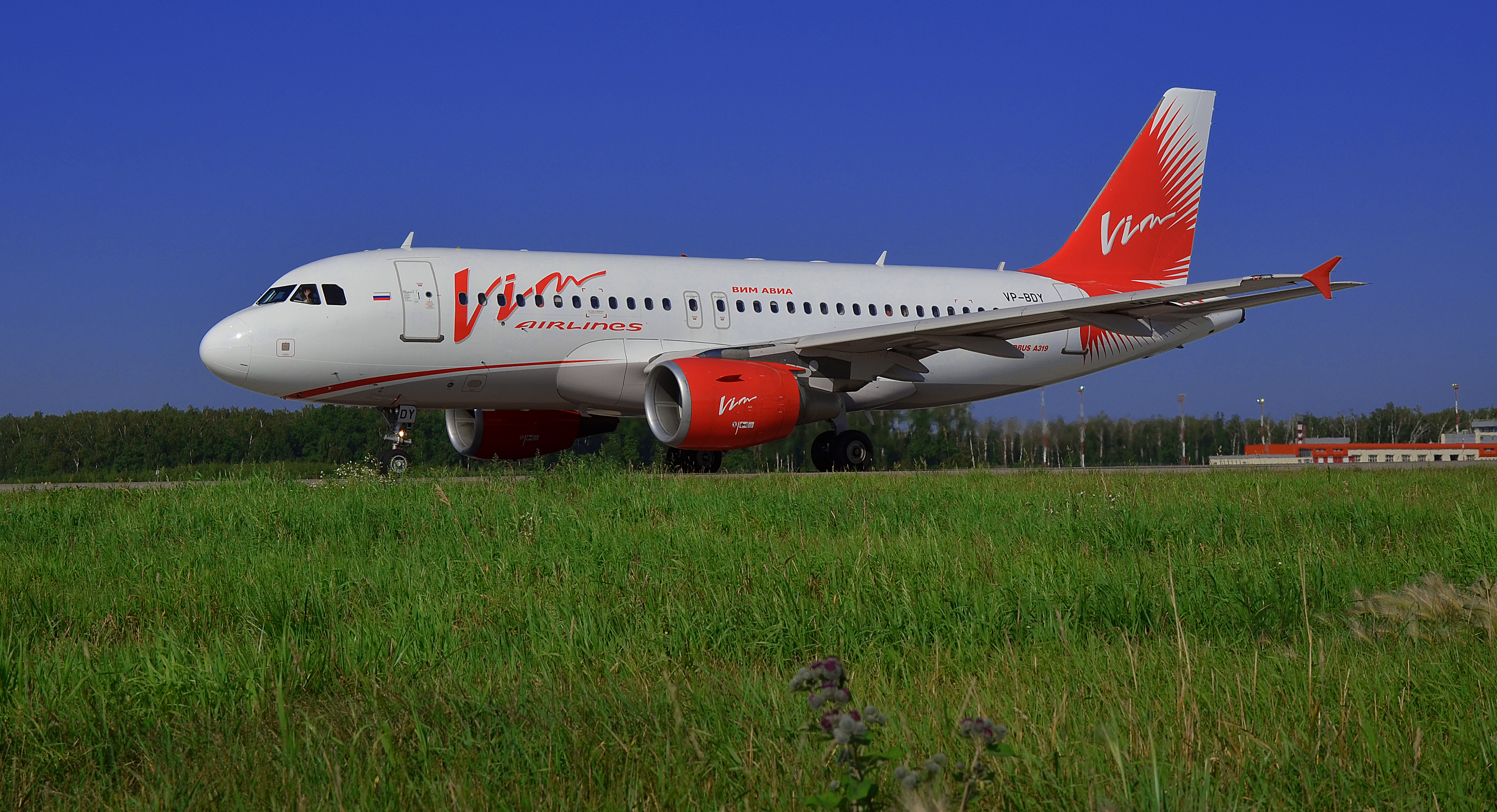
Airbus A319-111

Владельцами авиакомпании «ВИМ-Авиа» являются супруги Светлана и Рашид Мурсекаевы.
С июня 2009 года по 28 сентября 2017 года генеральным директором являлся Кочнев Александр Яковлевич, главным бухгалтером — Екатерина Пантелеева.
29 сентября 2017 года генеральным директором назначен Александр Бурдин, — бывший генеральный директор ОАО «АК «ТРАНСАЭРО», однако к исполнению обязанностей он так и не приступил. В октябре 2017 года генеральным директором назначен Вячеслав Кононенко, также ранее работавший в ОАО «АК «ТРАНСАЭРО».
С 2018 года по настоящее время генеральный директор — Лайко Андрей Константинович.
Заместитель генерального директора — Богачев Дмитрий Владимирович. Лётный директор — Грехов Николай Иванович. Технический директор — Мазилин Даниил Владимирович.
В ноябре 2020 года совладелица авиакомпании Светлана Мурсекаева была объявлена в международный розыск. Госпоже Мурсекаевой предъявили обвинение по ч. 4 ст. 159.1 УК РФ (мошенничество в особо крупном размере в сфере кредитования).

## Деятельность
2007
Авиакомпания «ВИМ-Авиа» специализировалась на регулярных и чартерных перевозках. 1 ноября 2007 года «ВИМ-Авиа» была названа руководителем Росавиации Евгением Бачуриным одной из авиакомпаний, чаще всего задерживающих вылеты чартерных рейсов. В качестве наказания за такие нарушения Росавиация планировала ограничить количество чартерных рейсов данного перевозчика на зимний сезон 2007/2008 годов на 15-25 %.
2010—2011
В 2010 году, начав летать из Москвы в Сочи, Екатеринбург и Краснодар, авиакомпания активно развивала внутрироссийские авиаперевозки, так к весне 2011 года авиакомпания уже выполняла регулярные рейсы в Хабаровск, Петропавловск-Камчатский, Магадан, Читу, Барнаул, Омск, Сочи и Новосибирск, а количество рейсов в Екатеринбург и Краснодар, ввиду их высокой популярности и наполняемости, увеличилось до двух в день. Соответственно за счёт открытия новых регулярных маршрутов и увеличения объёма перевозок по внутренним маршрутам РФ и в страны СНГ изменилась и структура авиаперевозок — доля регулярных полётов в общем объёме перевозок выросла с 51 % в 2010 году до 79 % в 2011 году.
В 2011 году «ВИМ-Авиа» получила подтверждение IATA о включении в регистр операторов IOSA. 8 ноября 2011 года Росавиация запретила авиакомпании совершать полёты в Европу до 1 апреля 2012 года.
2016
20 июля 2016 года в Федеральном агентстве воздушного транспорта состоялось совещание с участием руководства авиакомпании «ВИМ-Авиа» по урегулированию ситуации с массовыми задержками рейсов на внутренних и международных направлениях. Среднее время задержки одного рейса составляло около 16 часов, а максимально — 40 часов, в связи с чем 19 июля 2016 года поступило более 100 заявлений в транспортную прокуратуру. Для нормализации ситуации авиакомпания начала обновление и пополнение воздушного парка дальнемагистральными самолётами.
2017
23 сентября 2017 года в средствах массовой информации появились новости о трудностях, которые испытывает авиакомпания. Упоминалось о том, что по состоянию на эту дату было задержано 19 рейсов, более чем на десять часов, что связано с долгами авиакомпании за топливо. Согласно комментариям компании, проблемы связаны с сезонным спадом, который привел к спорам хозяйствующих субъектов. Однако уже 25.09.2017 задержки рейсов составляли более 24 часов. Уже 26 сентября появился официальный комментарий, в котором авиакомпания констатирует наличие тяжелой финансовой ситуации. Следственный комитет России возбудил уголовное дело по ч. 4 ст. 159 УК РФ (мошенничество в особо крупном размере). По состоянию на вторник 26.09.2017, регулярные рейсы авиакомпании были переведены из аэропорта Домодедово в аэропорт Внуково.
По заявлению Росавиации, у авиакомпании «ВИМ-Авиа» отсутствуют ресурсы для продолжения деятельности, в результате чего прекращена заправка воздушных судов. Также, в связи с большой просроченной задолженностью перед лизинговыми компаниями, суда находятся под угрозой ареста. Заявляется, что по состоянию на 27 сентября 2017 года, возвращения в Россию ждут около 16 тысяч пассажиров.
27 сентября 2017 года президент России Владимир Путин потребовал быстро и эффективно решить проблему «ВИМ-Авиа».
28 сентября задержаны генеральный директор Александр Кочнев и главный бухгалтер Екатерина Пантелеева. В этот же день премьер-министр России Дмитрий Медведев подписал распоряжение о выделении 98 млн. рублей из резервного фонда Правительства России, которые будут направлены на оплату авиационных горюче-смазочных материалов и оказанных услуг по аэропортовому и наземному обеспечению полётов воздушных судов ООО «Авиакомпания „ВИМ-АВИА“».
15 октября 2017 года были прекращены полёты.
2018
26 сентября 2018 года Арбитражный суд Татарстана признал банкротом ООО «ВИМ-Авиа». В отношении должника была введена процедура конкурсного производства.

### Показатели деятельности
|                                  | 2004    | 2005      | 2006      | 2007      | 2008      | 2009       | 2010      | 2011      | 2014      | 2015       | 2016      |
| -------------------------------- | ------- | --------- | --------- | --------- | --------- | ---------- | --------- | --------- | --------- | ---------- | --------- |
| Перевезено пассажиров, чел.      | 246 978 | 1 589 629 | 1 527 787 | 2 080 691 | 1 561 000 | ~1 200 000 | 1 327 363 | 1 612 531 | 1 587 801 | ~1 600 000 | 2 070 000 |
| Перевезено грузов и почты, тонн  | 11 007  | 1158      | 2475      | 5155      | 4591      | 1083       | 2097      | 5061      |           |            | 9309      |
| Производственный налёт, часов    | 10 480  | 32 970    | 29 195    | 46 363    | 38 479    | 26 733     |           |           |           |            |           |
| Занятость пассажирских кресел, % | 71,7    | 82,3      | 76,9      | 75,4      | 73,8      | 79,0       | 82,1      | 75,8      |           |            |           |
| Использование комм. загрузки, %  | 52,8    | 68,3      | 63,8      | 62,6      | 62,8      | нет данных | 76,8      | 66,8      |           |            |           |

### Маршруты
«ВИМ-Авиа» осуществляла перевозки из Москвы (аэропорт базирования — Московский аэропорт Домодедово). Доля регулярных рейсов в объёме перевозок составляла более 90 %. Также выполнялись чартерные перевозки как внутри России, так и на курорты Италии, Испании, Греции, Франции, Финляндии, Австрии, Болгарии, Израиля, Индии, ОАЭ, Шри-Ланки. Помимо этого, авиакомпания аккредитована при ООН и выполняла рейсы по её заказу по всему миру.
Маршрутная сеть авиакомпании включала города: Аликанте, Анадырь, Андижан, Барнаул, Барселона, Белоярский, Благовещенск, Братск, Владивосток, Геленджик,  Гянджа,Гоа, Гюмри,Дубай Екатеринбург, Ереван, Иркутск, Карши, Краснодар, Ленкорань, Магадан, Магнитогорск, Малага, Наманган, Новосибирск, Новый Уренгой, Норильск, Увда, Омск, Ош, Певек, Петропавловск-Камчатский, Римини, Салоники, Самарканд, Симферополь, Сочи (Адлер), Тенерифе, Термез, Уфа, Улан-Удэ, Фергана, Челябинск, Хабаровск, Ханты-Мансийск, Якутск,

## Флот

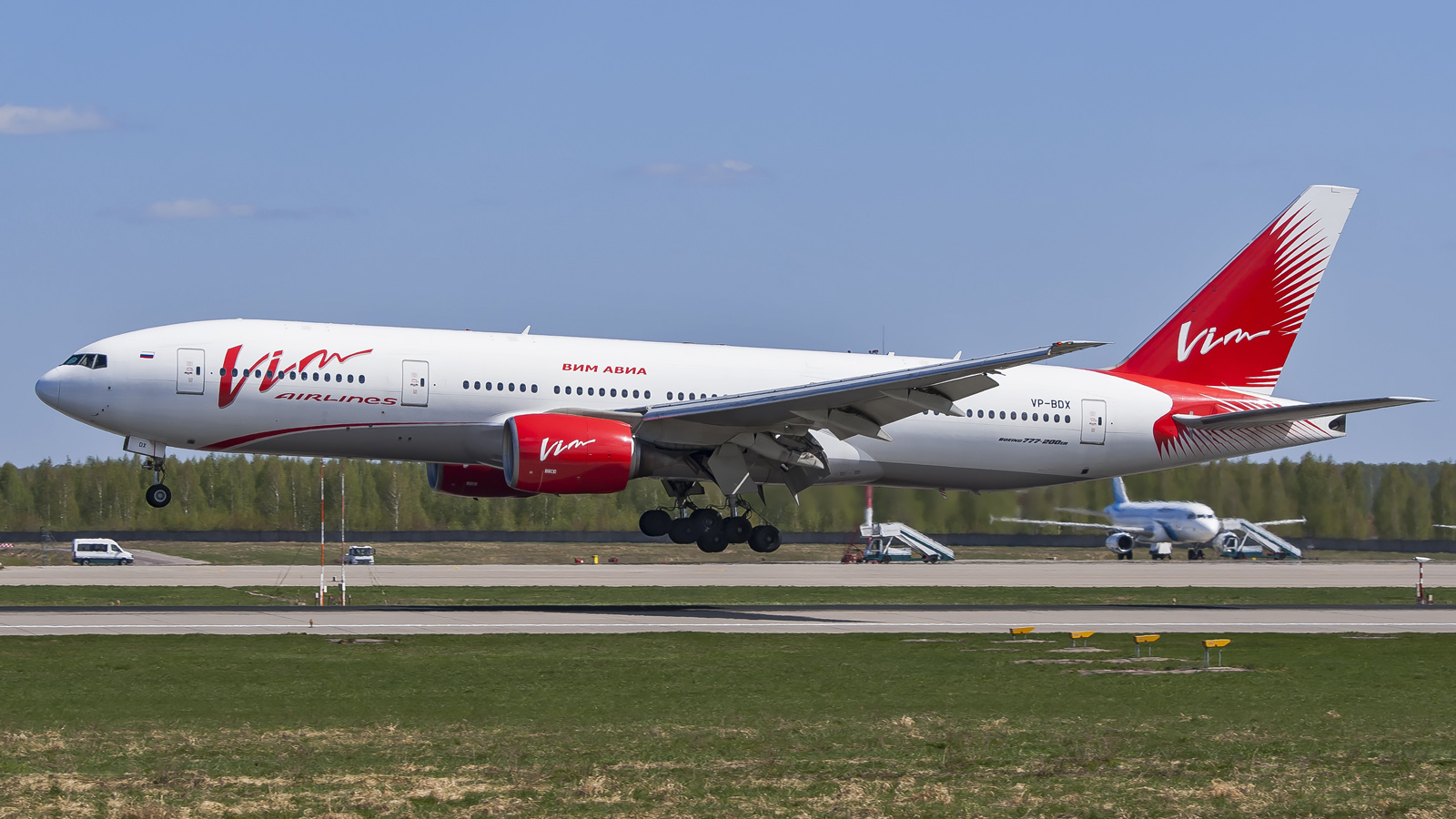
Boeing 777-200ER в аэропорту Домодедово

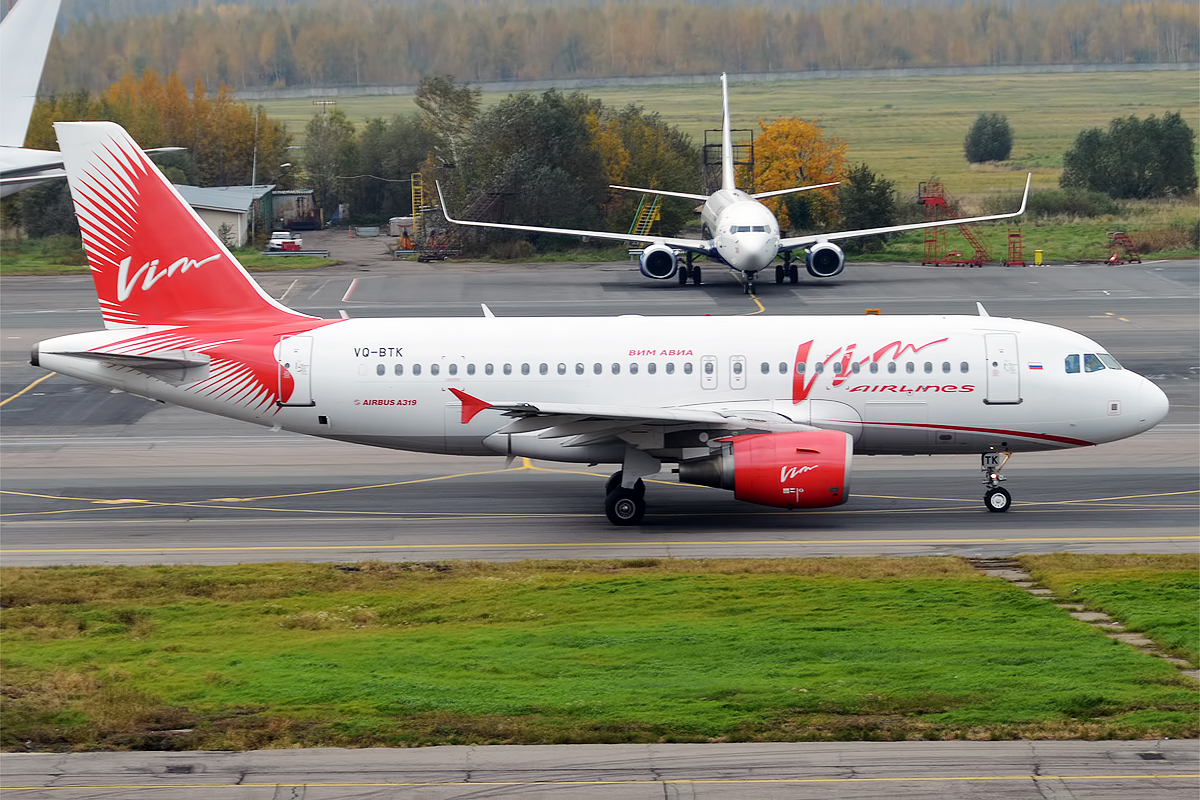
Airbus A319-111 в аэропорту Домодедово

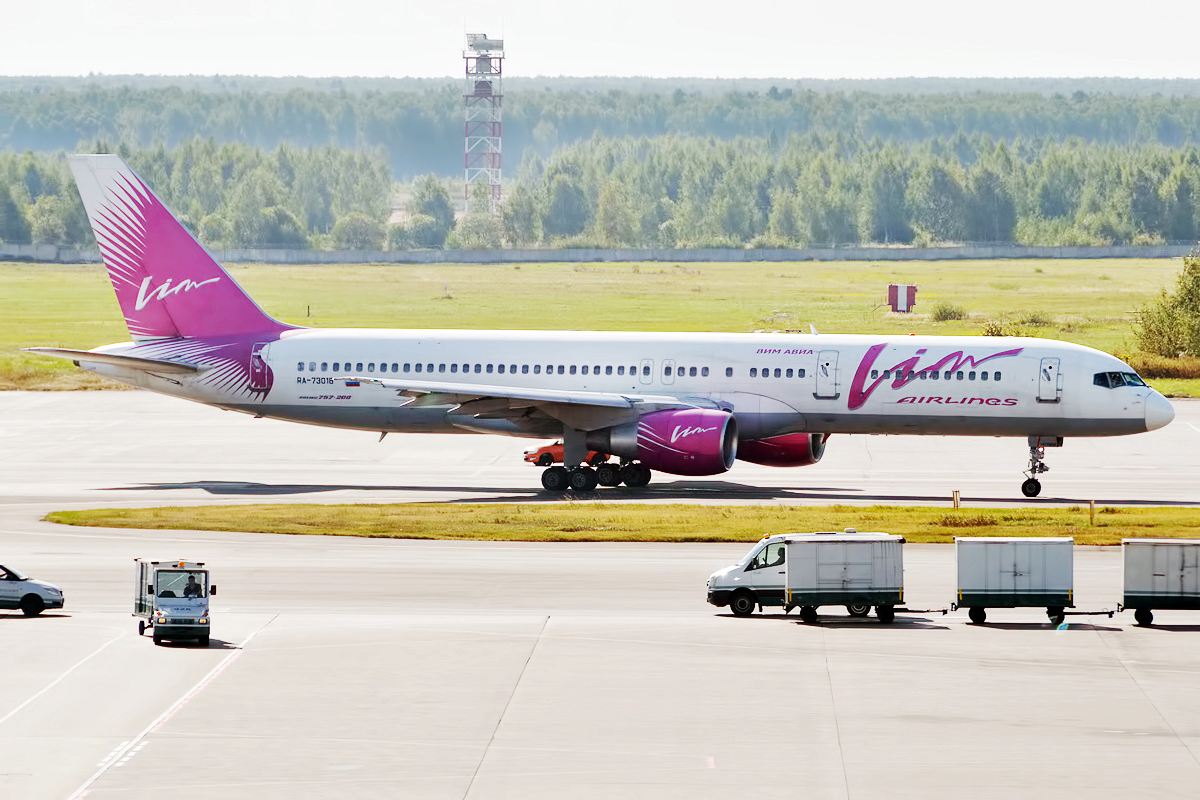
Boeing 757-200 в аэропорту Домодедово

На 1 сентября 2017 года флот авиакомпании состоял из:
Средний возраст воздушных судов составлял 17,9 года.
В разные годы авиакомпания анонсировала начало эксплуатации таких воздушных судов как: Airbus A321, Boeing 717, Boeing 747-400, Boeing 737-800, Ту-204СМ и др., но ни один из этих типов ВС так и не пополнил флот авиаперевозчика.
В авиакомпании ранее эксплуатировались самолёты Boeing 737-500 ,Ту-134, Ил-86, Ан-12БК, Ил-62М,Як-42Д и Ту-154.

## Авиационные происшествия
- 17 февраля 2017 года Boeing 737-524 с бортовым номером VP-BVS, на котором находились хоккеисты тольяттинской «Лады», при попытке взлёта выкатился за пределы взлётно-посадочной полосы в аэропорту Риги. Никто из 40 пассажиров и шестерых членов экипажа самолёта не пострадал[23]. Самолёт отремонтирован, но остаётся в аэропорту Риги за долги.